# Lisa Vittozziová
Lisa Vittozziová (* 4. února 1995 Sappada) je italská biatlonistka, bronzová medailistka ze smíšené štafety na Zimních olympijských hrách 2018 v Pchjongčchangu, mistryně světa ze závodu ženských štafet na Mistrovství světa 2023 a vytrvalostního závodu na Mistrovství světa 2024 a vítězka celkového hodnocení světového poháru v roce 2023/2024.
Biatlonu se věnuje od roku 2007. Ve světovém poháru debutovala v prosinci 2014 sprintem ve švédském Östersundu, kde obsadila 37. místo. 
Ve své dosavadní kariéře vyhrála ve světovém poháru sedm individuálních a čtyři kolektivní závody.

## Výsledky

### Olympijské hry a mistrovství světa
Vittozziová se zúčastnila sedmi mistrovství světa v biatlonu. Jejím nejlepším výsledkem v závodech jednotlivců je vítězství ve vytrvalostním závodě v Novém Městě na Moravě z roku 2024. V týmovém závodě získala zlatou medaili v závodě ženských štafet na Mistrovství světa 2023. 
| Sezóna  | D   | Místo                | SP  | SZ  | HZ  | IZ  | ŠT  | SŠT | SZD | Věk    |
| ------- | --- | -------------------- | --- | --- | --- | --- | --- | --- | --- | ------ |
| 2014/15 | MS  | Kontiolahti          | 60. | 41. | –   | –   | 3.  | –   | ×   | 20 let |
| 2016/17 | MS  | Hochfilzen           | 4.  | 14. | 11. | 36. | 5.  | 4.  | ×   | 22 let |
| 2017/18 | ZOH | Pchjongčchang        | 6.  | 11. | 4.  | 32. | 9.  | 3.  | ×   | 23 let |
| 2018/19 | MS  | Östersund            | 21. | 10. | 8.  | 2.  | 10. | 3.  | –   | 24 let |
| 2019/20 | MS  | Anterselva           | 6.  | 27. | 30. | 71. | 10. | 2.  | –   | 25 let |
| 2020/21 | MS  | Pokljuka             | 5.  | 48. | 5.  | 38. | 9.  | 6.  | –   | 26 let |
| 2021/22 | ZOH | Peking               | 36. | 32. | –   | 76. | 5.  | 9.  | ×   | 27 let |
| 2022/23 | MS  | Oberhof              | 5.  | DNS | 22. | 3.  | 1.  | 2.  | 3.  | 28 let |
| 2023/24 | MS  | Nové Město na Moravě | 7.  | 2.  | 2.  | 1.  | 11. | 10. | 2.  | 29 let |

Poznámka: Výsledky z olympijských her se do hodnocení světového poháru nezapočítávají; výsledky z mistrovství světa se dříve započítávaly, od mistrovství světa v roce 2023 se nezapočítávají.

### Světový pohár

#### Sezóna 2022/2023
| ČSP              | Místo                | SP            | SZ  | HZ  | IZ | ŠT | SŠT | SZD |
| ---------------- | -------------------- | ------------- | --- | --- | -- | -- | --- | --- |
| 1.               | Kontiolahti          | 2.            | 4.  | –   | 3. | 9. | –   | –   |
| 2.               | Hochfilzen           | 18.           | 8.  | –   | –  | 3. | –   | –   |
| 3.               | Annecy               | 6.            | 2.  | 23. | –  | –  | –   | –   |
| 4.               | Pokljuka             | 65.           | –   | –   | –  | –  | 2.  | –   |
| 5.               | Ruhpolding           | –             | –   | 2.  | 1. | 3. | –   | –   |
| 7.               | Anterselva           | 13.           | 2.  | –   | –  | 4. | –   | –   |
| 8.               | Nové Město na Moravě | 8.            | 5.  | –   | –  | 5. | –   | –   |
| 9.               | Östersund            | –             | –   | 18. | 2. | 4. | –   | –   |
| 10.              | Oslo-Holmenkollen    | 7.            | ZRU | 13. | –  | –  | –   | –   |
| Celkové umístění | Celkové umístění     | 6.            | 4.  | 7.  | 1. | 5. | 5.  | 5.  |
| Celkové umístění | Celkové umístění     | 882 bodů (3.) |     |     |    | 5. | 5.  | 5.  |

#### Sezóna 2023/2024
| ČSP              | Místo             | SP                   | SZ  | HZ  | IZ  | ŠT | SŠT | SZD |
| ---------------- | ----------------- | -------------------- | --- | --- | --- | -- | --- | --- |
| 1.               | Östersund         | 9.                   | 9.  | ×   | 1.  | –  | 3.  | –   |
| 2.               | Hochfilzen        | 5.                   | 4.  | ×   | ×   | 4. | ×   | ×   |
| 3.               | Lenzerheide       | 3.                   | 14. | 4.  | ×   | ×  | ×   | ×   |
| 4.               | Oberhof           | 7.                   | 8.  | ×   | ×   | 4. | ×   | ×   |
| 5.               | Ruhpolding        | 3.                   | 1.  | ×   | ×   | 6. | ×   | ×   |
| 6.               | Anterselva        | ×                    | ×   | 6.  | 16. | ×  | 2.  | –   |
| 8.               | Oslo-Holmenkollen | ×                    | ×   | 5.  | 4.  | ×  | 4.  | –   |
| 9.               | Soldier Hollow    | 4.                   | 2.  | ×   | ×   | –  | ×   | ×   |
| 10.              | Canmore           | 1.                   | 1.  | 21. | ×   | ×  | ×   | ×   |
| Celkové umístění | Celkové umístění  | 3.                   | 1.  | 6.  | 1.  | 5. | 5.  | 5.  |
| Celkové umístění | Celkové umístění  | 1091 bodů (1. místo) |     |     |     | 5. | 5.  | 5.  |

#### Sezóna 2024/2025
V sezóně kvůli přetrvávajícím bolestem zad do závodů nezasáhla.

### Juniorská mistrovství
Zúčastnila se čtyř juniorských šampionátů v biatlonu. Celkově na těchto šampionátech získala dvě zlaté medaile, z toho obě vybojovala v americkém Presque Isle 2014, když triumfovala ve sprintu a ve stíhacím závodě. K tomu ještě získala dvě stříbrné medaile z individuálních závodů.
| Sezóna  | D   | Místo        | SP  | SZ  | IZ  | ŠT  | Věk    |
| ------- | --- | ------------ | --- | --- | --- | --- | ------ |
| 2011/12 | MSJ | Kontiolahti  | 36. | 30. | 27. | –   | 17 let |
| 2012/13 | MSJ | Obertilliach | 2.  | 5.  | 37. | 10. | 17 let |
| 2013/14 | MSJ | Presque Isle | 1.  | 1.  | 2.  | 5.  | 19 let |
| 2014/15 | MSJ | Minsk        | 7.  | 4.  | 8.  | –   | 20 let |

## Vítězství v závodech světového poháru, na mistrovství světa a olympijských hrách

### Individuální
| Č.                           | sezóna    | datum              | místo                            | disciplína         |
| ---------------------------- | --------- | ------------------ | -------------------------------- | ------------------ |
| 1.                           | 2018/2019 | 10. ledna 2019     | Oberhof, Německo                 | sprint             |
| 2.                           | 2018/2019 | 12. ledna 2019     | Oberhof, Německo                 | stíhací závod      |
| 3.                           | 2022/2023 | 12. ledna 2023     | Ruhpolding, Německo              | vytrvalostní závod |
| 4.                           | 2023/2024 | 26. listopadu 2023 | Östersund, Švédsko               | vytrvalostní závod |
| 5.                           | 2023/2024 | 14. ledna 2024     | Ruhpolding, Německo              | stíhací závod      |
| MS                           | 2023/2024 | 13. února 2024     | Nové Město na Moravě, Česko (MS) | vytrvalostní závod |
| 6.                           | 2023/2024 | 14. března 2024    | Canmore, Kanada                  | sprint             |
| 7.                           | 2023/2024 | 16. března 2024    | Canmore, Kanada                  | stíhací závod      |
| – závod na mistrovství světa |           |                    |                                  |                    |

### Kolektivní
| Č.                           | sezóna    | datum              | místo                 | disciplína      |
| ---------------------------- | --------- | ------------------ | --------------------- | --------------- |
| 1.                           | 2015/2016 | 13. prosince 2015  | Hochfilzen, Rakousko  | štafeta         |
| 2.                           | 2017/2018 | 10. března 2018    | Kontiolahti, Finsko   | smíšená štafeta |
| 3.                           | 2018/2019 | 16. prosince 2018  | Hochfilzen, Rakousko  | štafeta         |
| 4.                           | 2019/2020 | 30. listopadu 2019 | Östersund, Švédsko    | smíšená štafeta |
| MS                           | 2022/2023 | 18. února 2023     | Oberhof, Německo (MS) | štafeta         |
| – závod na mistrovství světa |           |                    |                       |                 |